# 소니 슈로이어
서니 슈로이어(Sonny Shroyer, 영어 발음: /ˈsʌni/, 1935년 8월 28일 ~ )는 미국의 배우, 가수이다.

## 출연 작품
- 데드 엔드 (2013년) - 머레이 역
- 엽기 캠퍼스 3 (2009년)
- 더 프라이스 (2008년)
- 러브 송 포 바비 롱 (2004년) - 얼 역
- 디기티: 어 홈 앳 라스트 (2001년)
- 해저드 마을의 듀크 가족 - 헐리웃 소동 (2000년)
- 해저드 마을의 듀크 가족 - 재결합 (1997년)
- 와일드 어드벤처 (1997년)
- 레인메이커 (1997년)
- 아메리칸 고딕 (1995년)
- 결혼의 끝 (1994년)
- 포레스트 검프 (1994년)
- In the Heat of the Night (1988-92)
- 프리덤 로드 (1979년)
- 해저드 마을의 듀크 가족 (1979년)

### 텔레비전
- 디즈니랜드 (1954년) - C.L. 도일 역